# Ctenosciaena peruviana
Ctenosciaena peruviana är en fiskart som beskrevs av Chirichigno F., 1969. Ctenosciaena peruviana ingår i släktet Ctenosciaena och familjen havsgösfiskar. IUCN kategoriserar arten globalt som otillräckligt studerad. Inga underarter finns listade i Catalogue of Life.